# Strumaria villosa
Strumaria villosa là một loài thực vật có hoa trong họ Amaryllidaceae. Loài này được Snijman miêu tả khoa học đầu tiên năm 1992.